# Рябець звичайний
Рябець звичайний (Melitaea trivia) — вид денних метеликів родини сонцевиків (Nymphalidae).

## Поширення
Вид поширений у Європі та Азії від Північної Іспанії до Північної Індії та Монголії.

## Опис
Довжина переднього крила 17-22 мм, розмах крил 30-43 мм. Крила вохристо-помаранчеві або цегляного забарвлення; чорний малюнок як у Melitaea didyma, але з ширшими лініями. Знизу на задніх крилах червоні плями постдискальної перев'язі в формі лунок.
Гусениці сіруваті, з рядами жовтих конусоподібних шипів.

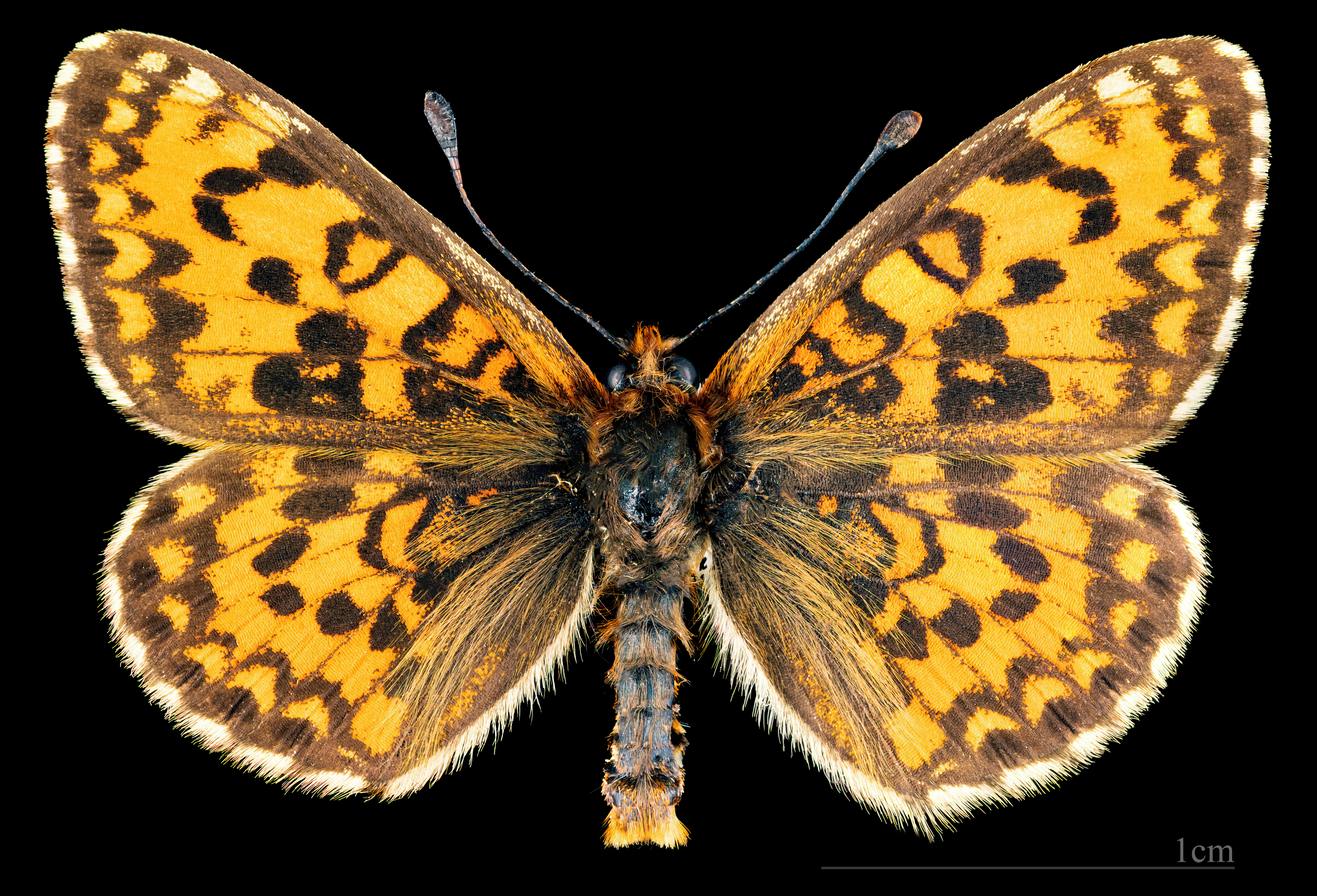
Melitaea trivia ♂
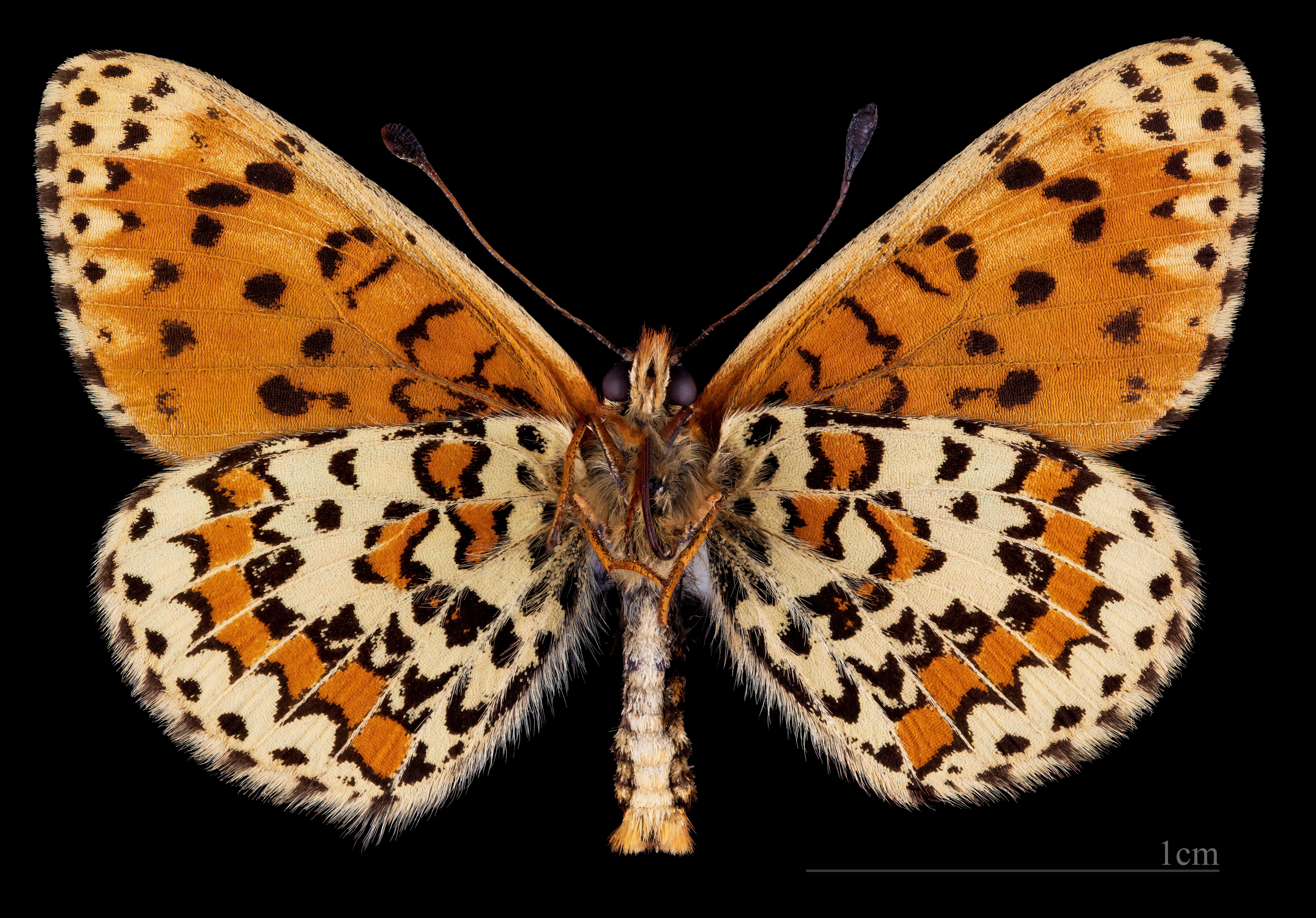
Melitaea trivia ♂   △
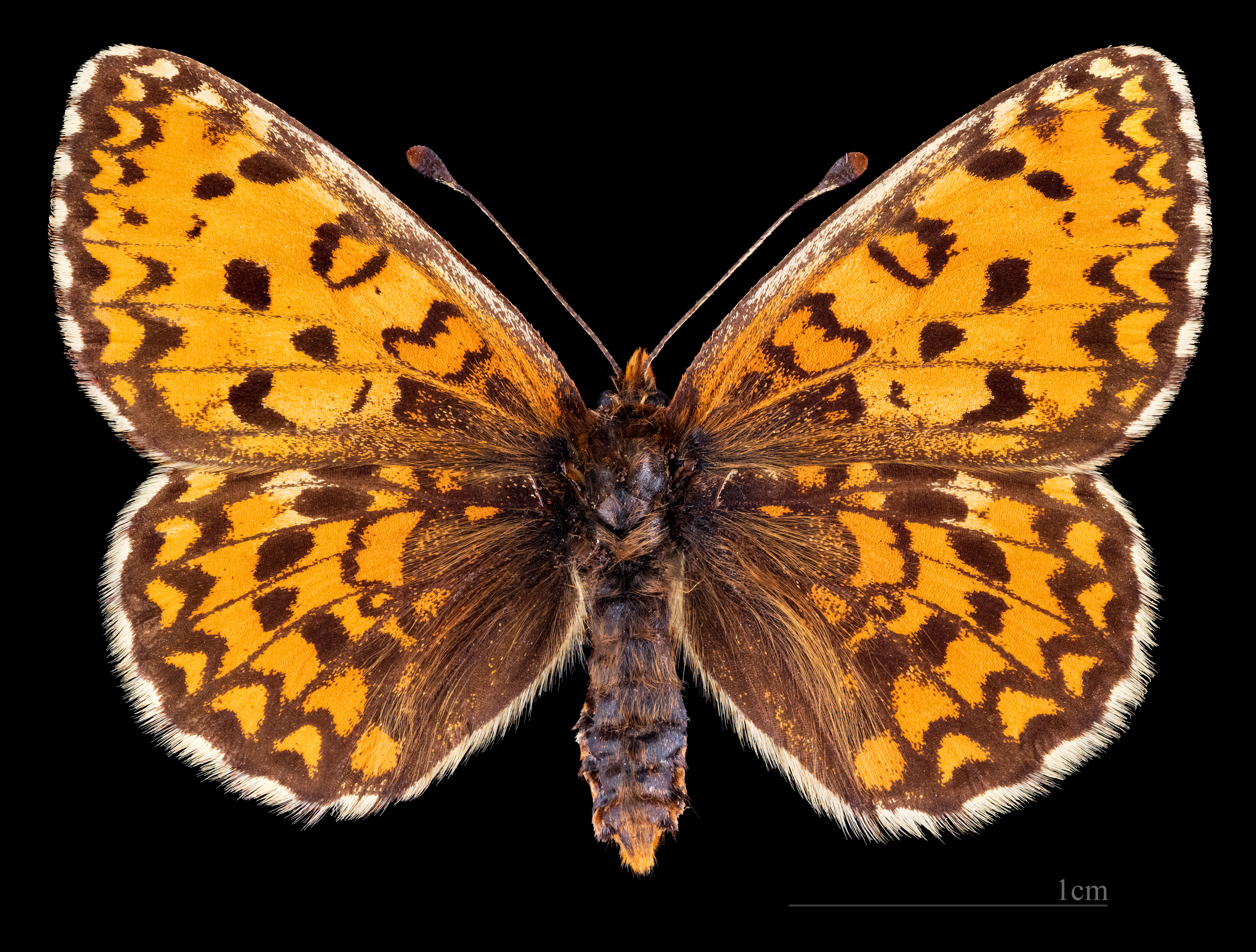
Melitaea trivia ♀
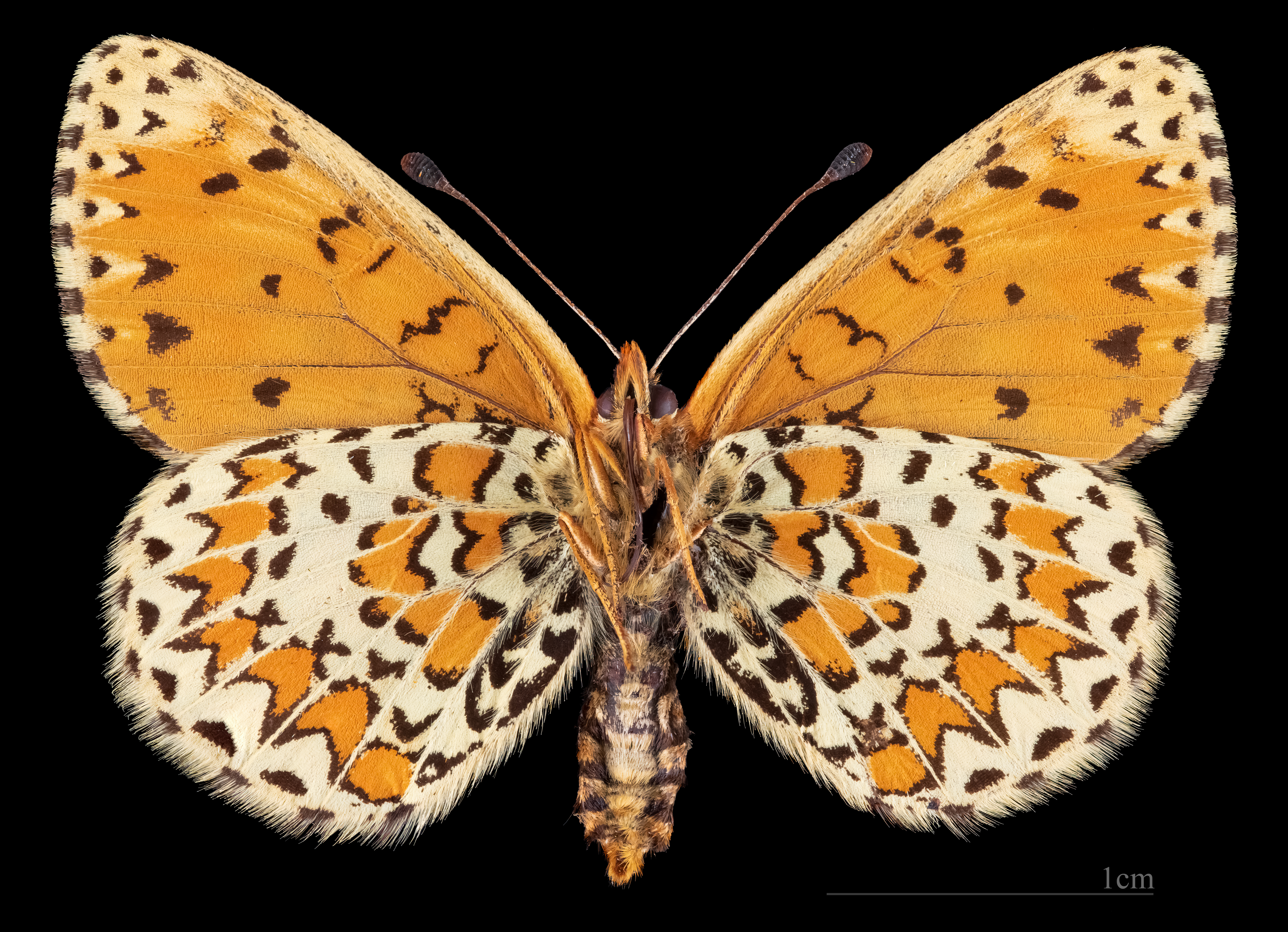
Melitaea trivia ♀ △

## Спосіб життя
Метелики літають з кінця травня до середини серпня. Трапляються на луках, полях, галявинах, обабіч доріг, степових ділянках неподалік водойм. Кормовою рослиною гусені є різні види дивини (Verbascum).